# Szphinx

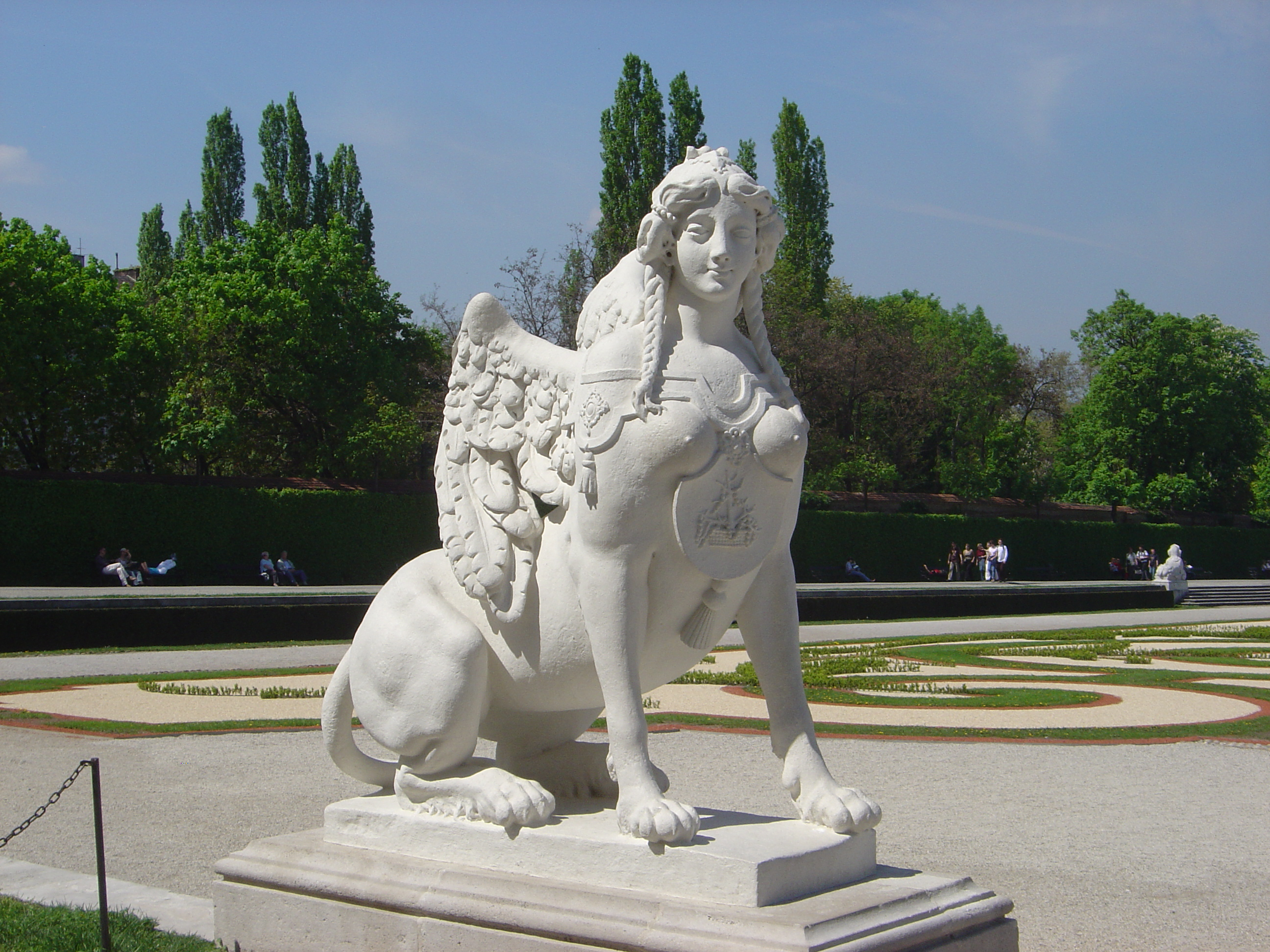
Szfinx a bécsi Belvedere Palota bejáratánál

A Szphinx (görögül Σφινξ, azaz „fojtogató”) oroszlántestű, emberfejű, szárnyas mitikus lény. Eredete az ókori Egyiptomra nyúlik vissza, ahol oroszlántestű, madár-, kos- vagy emberfejű lény. A név származásának egyik magyarázata szerint a Seszep-ankh (en-Hafré) kifejezés, amely Kephrén fáraó élő képmását jelenti.

## A görög Szphinx

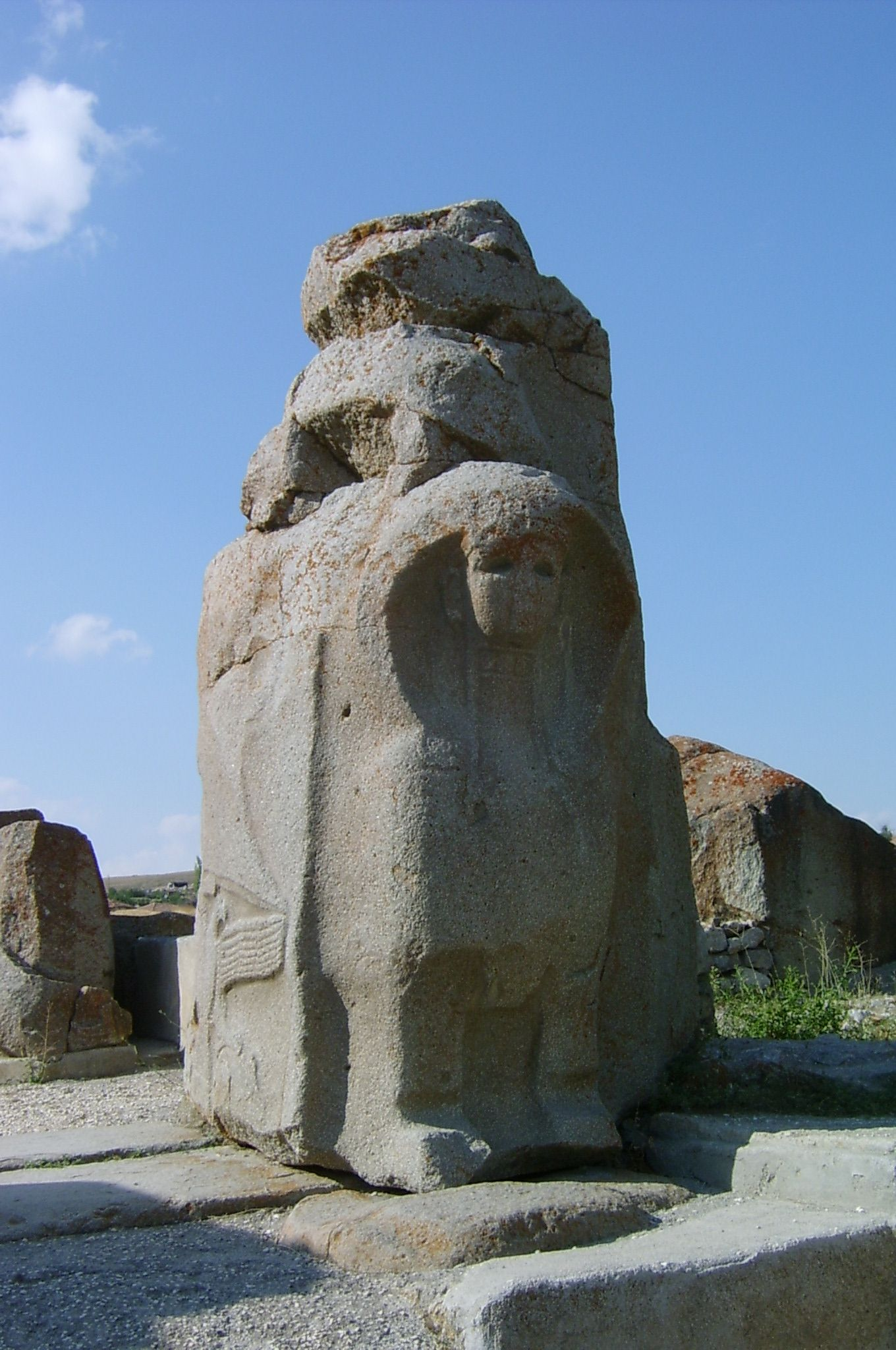
Az anatóliai Alaca Höyük hettita városának kapuját is szfinxek óvták

A görög mitológiában a Szphinx szárnyas oroszlán, női fejjel azzal tartotta rettegésben Thébai városát, hogy aki nem tudott felelni a kérdésére, azt kegyetlenül megfojtotta. Tüphón, a százfejű óriás, és a félig kígyó, félig ember Ekhidna gyermeke. Testvérei Kerberosz (a háromfejű kutya, a Sztüx őre, latin Cerberus), Hüdra, nemeai oroszlán, és Khimaira.
Híres vendégszereplése Oidipusz tragikus történetéhez köthető, mivel a Szphinx Thébai városa mellett, a Szphingia nevű hegyen élt. A monda szerint a hős Oidipusznak sikerült kitalálnia , hogy mi is a megfejtés.
A feladvány így hangzott: Reggel négy lábon, délben két lábon, este pedig három lábon jár.
A megfejtés az ember. Oidipusz rájött, hogy a napszakok az ember életszakaszait szimbolizálják. A 'reggel' a csecsemőkort jelenti, amikor az ember még négykézláb mászik, a 'dél' az élet középső szakaszát, amikor két lábon jár, az 'alkony' pedig az öregkort, amikor már botra támaszkodik. 
A Szphinx a helyes válasz hallatán elpusztult.

## A gízai Szfinx

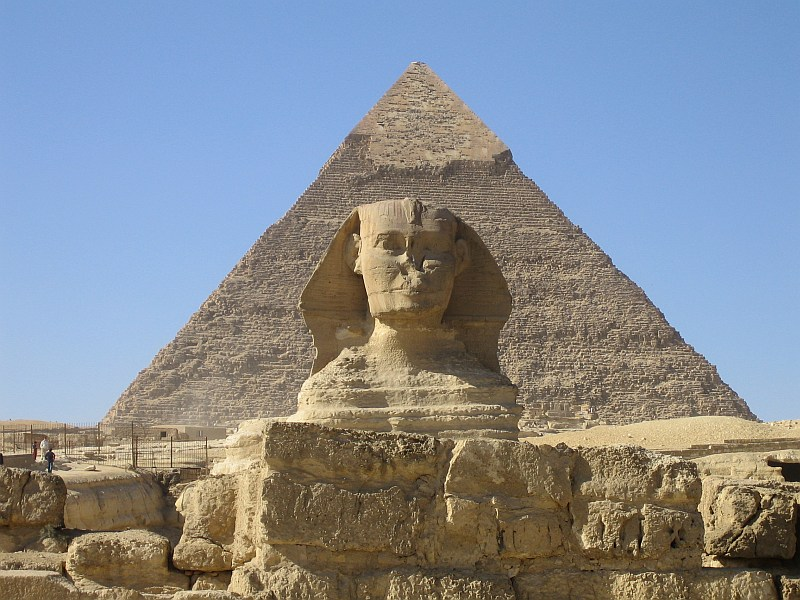
A Szfinx és Khephrén piramisa Gízában, Kairó mellett. Mindkettő az óbirodalom idején épült.

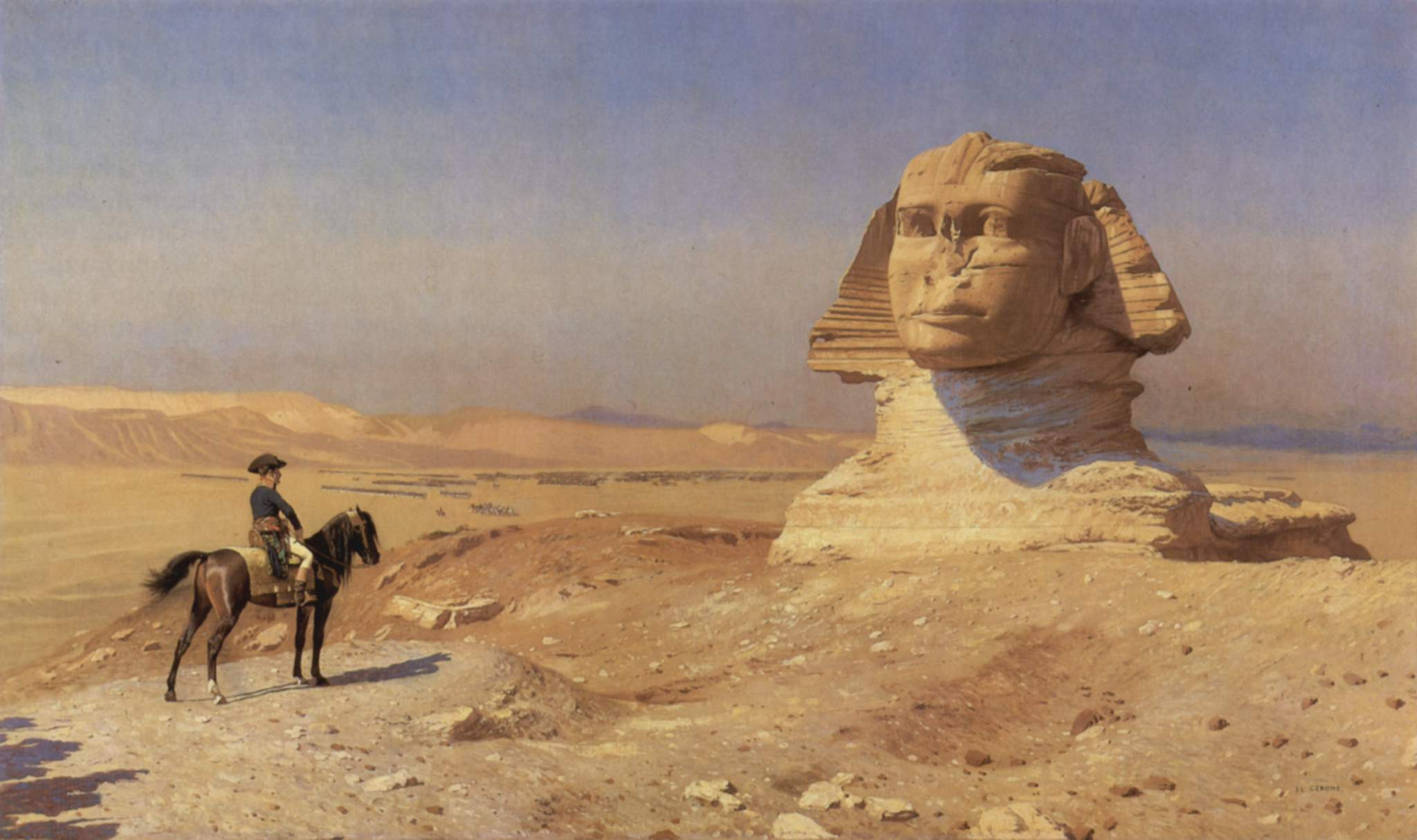
Jean-Léon Gérôme: Napóleon a Szfinx előtt

Az egyiptomi oroszlántestű, emberfejű szobrokat szfinxnek nevezzük. A leghíresebb szfinxábrázolás az egyiptomi Gízában található emberfejű szfinx, egyben a legrégebbi ismert ábrázolás. Az óbirodalomhoz visszaforduló középbirodalmi uralkodók elevenítették fel a típust, és az uralkodók erejét, méltóságát jelképező, oroszlántestű portrékat készítettek. A hagyomány sokáig élt, az újbirodalom korában már tipizált formában is megjelent. A luxori templom mellett egy hosszú utat szegélyeztek szfinxek. A Mediterráneum többi részére görög közvetítéssel kerültek a hellenisztikus korban az oroszlántestű, emberfejű szobrok.